# Zselicszentpál
Zselicszentpál is een plaats (község) en gemeente in het Hongaarse comitaat Somogy. Zselicszentpál telt 408 inwoners (2001).